# Elliot Cowan

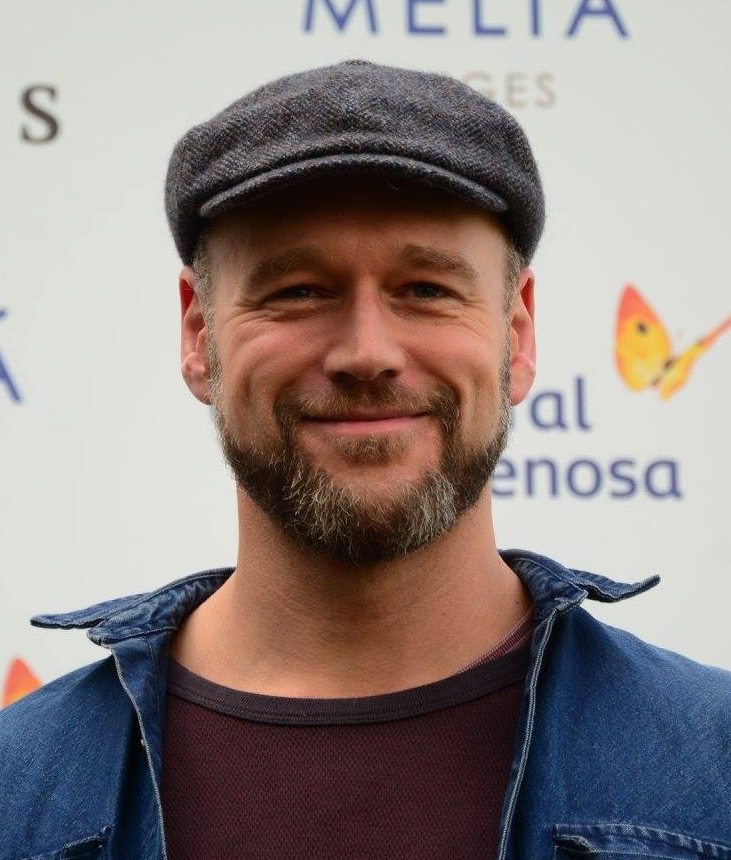
Elliot Cowan (2017)

Elliot Cowan (* 9. Juli 1976 in London) ist ein britischer Schauspieler.

## Leben
Zu Beginn seiner schauspielerischen Laufbahn trat Cowan ausschließlich in Fernsehserien und -filmen auf. Sein erster Kinofilm ist auch gleichzeitig einer seiner bekanntesten, Alexander aus dem Jahr 2004. Nach weiteren Aufgaben in Fernsehserien erhielt Cowan ab 2007 vermehrt Rollen für Kinofilme, wie etwa Der Goldene Kompass. Neben seiner Tätigkeit als Schauspieler spricht er auch Charaktere in Videospielen, wie z. B. 2009 in Dragon Age: Origins, wo er unter anderen Ser Perth und Ser Varal seine Stimme verlieh, sowie in GoldenEye 007 (Alec Trevelyan) und Star Wars: The Old Republic.

## Filmografie (Auswahl)
- 2001: Judge John Deed (Fernsehserie, Folge 1x02 Duty of Care)
- 2002: Projekt Machtwechsel (The Project, Fernsehfilm)
- 2003: Spine Chillers (Fernsehserie, Folge 1x05 Goths)
- 2004: Dirty Filthy Love (Fernsehfilm)
- 2004: Alexander
- 2005: Mythos Ägypten (Egypt, Fernsehserie, 2 Folgen)
- 2006: Love and Other Disasters
- 2006: Der Todeswirbel (Agatha Christie’s Poirot; Fernsehserie, Folge: Taken at the Flood)
- 2006: The Ruby in the Smoke (Fernsehfilm)
- 2007: Der Goldene Kompass (The Golden Compass)
- 2008: Happy-Go-Lucky
- 2008: Wenn Jane Austen wüsste (Lost in Austen, Miniserie, 4 Folgen)
- 2009: Agatha Christie’s Marple: Fata Morgana (Fernsehfilm)
- 2010–2011: Marchlands (Fernsehserie, 5 Folgen)
- 2012: Sindbad (Sinbad, Fernsehserie, 12 Folgen)
- 2013: Hammer of the Gods
- 2013: Luther (Fernsehserie, Folgen 3x03–3x04)
- 2013–2015: Da Vinci’s Demons (Fernsehserie, 25 Folgen)
- 2015: Narcopolis
- 2015: The Frankenstein Chronicles (Fernsehserie, 12 Folgen)
- 2016: Beowulf (Fernsehserie, 6 Folgen)
- 2017: Muse
- 2018–2019: Krypton (Fernsehserie, 10 Folgen)
- 2019: Peaky Blinders – Gangs of Birmingham (Fernsehserie, 1 Folge)
- 2019: The Spanish Princess (Fernsehserie, 8 Folgen)
- seit 2021: Foundation (Fernsehserie)
- 2022: The Crown (Fernsehserie, 2 Folgen)
- 2023: Black Cake (Fernsehserie, 4 Folgen)